# Kvastning
 Der er for få eller ingen kildehenvisninger i denne artikel, hvilket er et problem. Du kan hjælpe ved at angive troværdige kilder til de påstande, som fremføres i artiklen.

Kvastning er en wellness ritual/behandling som stammer fra de baltiske lande, Rusland, Hviderusland, Ukraine og Finland. Kvastning udføres ved hjælp af saunahonning, urter og kvaste bundet af flere træsorters grene. Mest brugt er kvaste af Birk, Eg, Asp, Lind og Rødeg, men næsten alle sorter kan bruges undtagen Bøg .
Behandlingen foregår i en varm sauna med lidt lavere temperatur end normalt og lidt højere luftfugtighed en normalt. Klienten lægger sig, efter ca. 10 min. forvarmning, på en bænk i saunaen i en højde passende for "saunamesteren", så han/hun har en god arbejdsstilling. Derefter masseres enten urter eller saunahonning ind i huden fra fødderne og op til nakken, hvorefter selve kvastningen begynder med først blide strygninger, dernæst hårdere og hårdere slag med 2 saunakvaste i brug samtidig. Kvastene ligger i varmt vand og rystes hen over saunaens ovn, for at varme dem op. Undervejs i kvastningen holdes kvastene omkring hænder og fødder for at give dem ekstra varme. Derefter vendes klienten om og behandlingen fortsættes på den anden side. Efter behandlingen tilrådes det at køle af med køligt vand og drikke rigeligt, da der udsondres meget sved under behandlingen. En video viser i princippet hvad der foregår.  Slagene med saunakvastene gør ikke ondt, da kvastene er bløde, det lyder bare som om det kunne gøre ondt.
Formålet er at rense hudens porer for urenheder, give en blød og smidig hud og tilføre de naturlige æteriske olier fra kvastenes blade til huden - og så dufter det behageligt .